# Bruno Agostinelli
Bruno Agostinelli Jr. (* 1. April 1987 in Niagara Falls, Ontario; † 9. März 2016 in Toronto, Ontario) war ein kanadischer Tennisspieler.

## Leben und sportliche Laufbahn
Agostinelli interessierte sich schon in seiner Kindheit für Tennis und wurde im Alter von sechs Jahren im White Oaks Tennis Club ins Team Ontario Junior Squad aufgenommen. Er besuchte die Saint Paul Catholic High School in seiner Geburtsstadt. Der Rechtshänder errang sowohl nationale als auch internationale Erfolge. Beim Orange Bowl, den inoffiziellen Junioren-Weltmeisterschaften, wurde er im Jahr 2000 Sieger im Doppel und Mixed-Doppel in seiner Altersklasse. Sowohl im Einzel als auch im Doppel gewann er 2001 die regionalen und nationalen Meisterschaften. Er nahm weltweit an Turnieren der ITF Junior Tour teil.
2004 war er erstmals in der Weltrangliste der ATP gelistet. 2005 unterzeichnete er ein Sport-Vollstipendium an der University of Kentucky, wo er später Kapitän der College-Tennis-Mannschaft Wildcats wurde. Im Jahre 2009 erreichte als Kapitän mit seiner Mannschaft Rang 2 der National Collegiate Athletic Association (NCAA) und wurde an der University of Kentucky mit den Mr. Wildcat at UK’s 2009 CATSPY Awards, der höchsten Auszeichnung für Sportstudenten, zum Athleten des Jahres ernannt.
Agostinelli vertrat Kanada 2009 in den Play-offs der Relegation der Kontinentalgruppe I gegen Peru. Er verlor gegen Luis Horna, gewann aber in vier Sätzen den entscheidenden fünften Punkt gegen Iván Miranda und sicherte damit seinem Land den 2. Platz in der Gruppenwertung.
| Kanada 3 | Davis Cup Americas Zone Gruppe I Club Lawn Tennis De La Exposicion, Lima, Peru Erste Runde Play-Offs (10.–12. Juli 2009) Sand | Davis Cup Americas Zone Gruppe I Club Lawn Tennis De La Exposicion, Lima, Peru Erste Runde Play-Offs (10.–12. Juli 2009) Sand | Peru 2 |      |      |     |     |  |
| \| \| \| \| 1 \| 2 \| 3 \| 4 \| 5 \| \| \| - \| \| ----------------------------------------------------------- \| ---- \| ---- \| ---- \| --- \| --- \| \| \| 1 \| \| Peter Polansky Iván Miranda \| 7 65 \| 6 4 \| 6 4 \| \| \| \| \| 2 \| \| Bruno Agostinelli Luis Horna \| 2 6 \| 62 7 \| 6 4 \| 5 7 \| \| \| \| 3 \| \| Daniel Nestor / Frédéric Niemeyer Luis Horna / Iván Miranda \| 63 7 \| 7 5 \| 7 64 \| 4 6 \| 6 3 \| \| \| 4 \| \| Frédéric Niemeyer Luis Horna \| 64 7 \| 6 4 \| 4 6 \| 5 7 \| \| \| \| 5 \| \| Bruno Agostinelli Iván Miranda \| 7 64 \| 1 6 \| 6 3 \| 6 4 \| \| \| | | |        |      |      |     |     |  |
| | | | 1      | 2    | 3    | 4   | 5   |  |
| 1 | | Peter Polansky Iván Miranda                                                                                                   | 7 65   | 6 4  | 6 4  |     |     |  |
| 2 | | Bruno Agostinelli Luis Horna                                                                                                  | 2 6    | 62 7 | 6 4  | 5 7 |     |  |
| 3 | | Daniel Nestor / Frédéric Niemeyer Luis Horna / Iván Miranda                                                                   | 63 7   | 7 5  | 7 64 | 4 6 | 6 3 |  |
| 4 | | Frédéric Niemeyer Luis Horna                                                                                                  | 64 7   | 6 4  | 4 6  | 5 7 |     |  |
| 5 | | Bruno Agostinelli Iván Miranda                                                                                                | 7 64   | 1 6  | 6 3  | 6 4 |     |  |

Nach dem Canada Masters 2009 beendete Agostinelli seine Profikarriere, auf der er sich nie durchsetzen konnte.  2010 kletterte er auf Rang 978 der Einzel- und Rang 870 der Doppelrangliste. Nach seiner aktiven Zeit trainierte er die U14-Junioren in einem Programm von Tennis Canada.
Agostinelli starb am 9. März 2016 mit 28 Jahren an den Folgen eines Motorradunfalls. Er hinterließ seine Frau Andrea und seinen zwei Wochen alten Sohn Alessio.